# 覺士維路

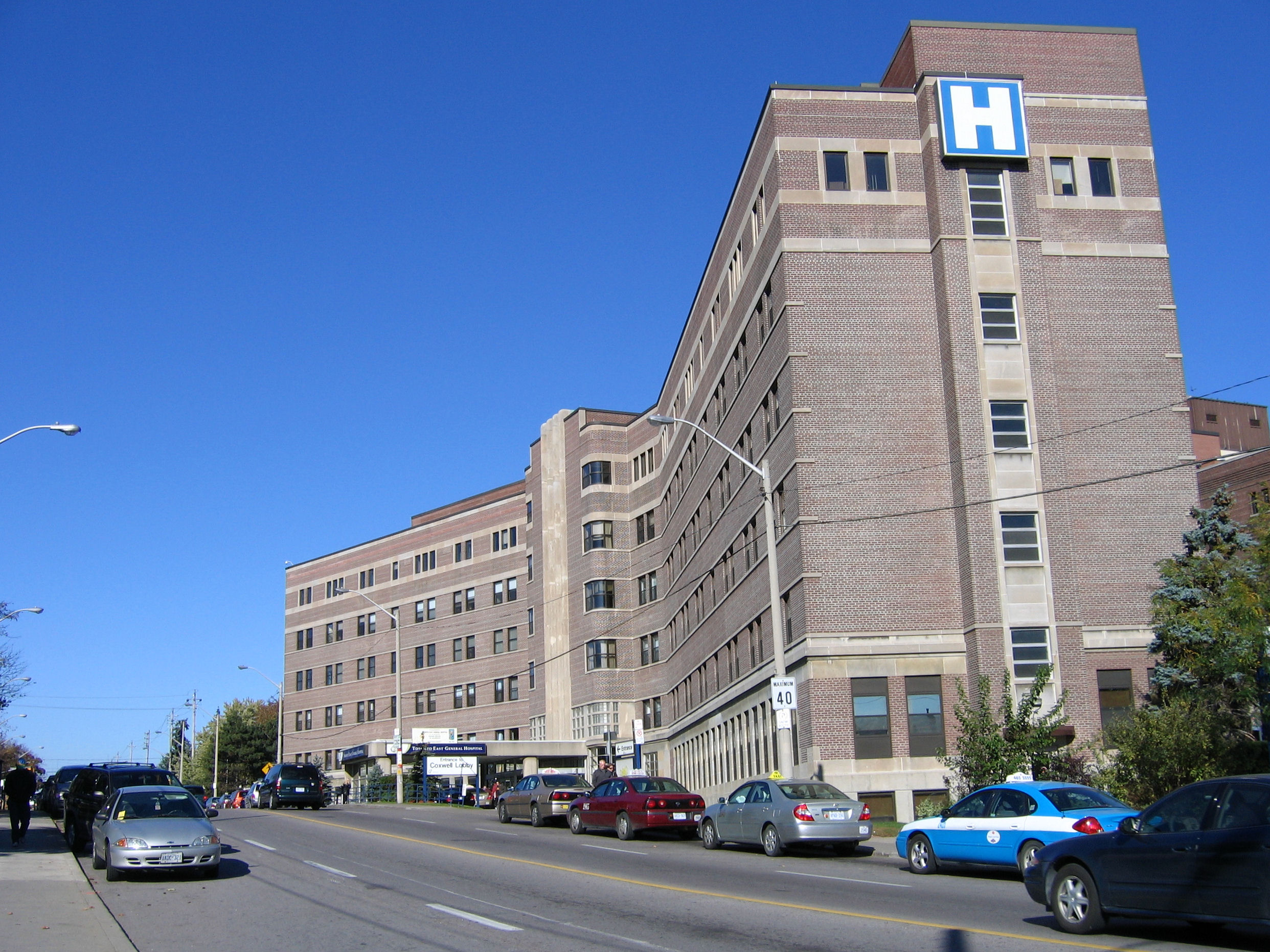
覺士維路上的米高加倫醫院（Michael Garron Hospital）

覺士維路（英語：Coxwell Avenue）以查理斯·覺士維·斯莫爾（Charles Coxwell Small）的名字命名，他是上加拿大樞密院的文員。與芝蘭街兩段的交叉口之間的延伸部分設有商店，以滿足多倫多的印度裔及巴基斯坦裔社區的需求。